# Liste des matchs de l'équipe de la CEI de football par adversaire
Cette liste présente les matchs de l'Équipe de la communauté des États indépendants de football par adversaire rencontré.
- Haut – A
- B
- C
- D
- E
- F
- G
- H
- I
- J
- K
- L
- M
- N
- O
- P
- Q
- R
- S
- T
- U
- V
- W
- X
- Y
- Z

## A

### Allemagne
| Date         | Lieu       | Match     | Score | Compétition          |
| 12 juin 1992 | Norrköping | RFA - CEI | 1-1   | Euro 1992 (1er tour) |

Bilan
- Total de matchs disputés : 1
- Victoires de l'équipe d'Allemagne : 0
- Victoires de l'équipe de la CEI : 0
- Matchs nuls : 1

### Angleterre
| Date          | Lieu   | Match            | Score | Compétition  |
| 29 avril 1992 | Moscou | CEI - Angleterre | 2-2   | Match amical |

Bilan
- Total de matchs disputés : 1
- Victoires de l'équipe d'Angleterre : 0
- Victoires de l'équipe de la CEI : 0
- Matchs nuls : 1

## D

### Danemark
| Date        | Lieu | Match          | Score | Compétition  |
| 3 juin 1992 | ?    | CEI - Danemark | 1-1   | Match amical |

Bilan
- Total de matchs disputés : 1
- Victoires de l'équipe du Danemark : 0
- Victoires de l'équipe de la CEI : 0
- Matchs nuls : 1

## E

### Écosse
| Date         | Lieu       | Match        | Score | Compétition          |
| 18 juin 1992 | Norrköping | Écosse - CEI | 3-0   | Euro 1992 (1er tour) |

Bilan
- Total de matchs disputés : 1
- Victoires de l'équipe d'Écosse : 1
- Victoires de l'équipe de la CEI : 0
- Matchs nuls : 0

### Espagne
| Date            | Lieu    | Match         | Score | Compétition  |
| 19 février 1992 | Valence | Espagne - CEI | 1-1   | Match amical |

Bilan
- Total de matchs disputés : 1
- Victoires de l'équipe d'Espagne : 0
- Victoires de l'équipe de la CEI : 0
- Matchs nuls : 1

## I

### Israël
| Date            | Lieu      | Match        | Score | Compétition  |
| 12 février 1992 | Jérusalem | Israël - CEI | 1 - 2 | Match amical |

Bilan
- Total de matchs disputés : 1
- Victoires de l'équipe d'Israël : 0
- Victoires de l'équipe de la CEI : 1
- Matchs nuls : 0

## M

### Mexique
| Date         | Lieu | Match         | Score | Compétition  |
| 8 mars 1992  | ?    | Mexique - CEI | 4-0   | Match amical |
| 11 mars 1992 | ?    | Mexique - CEI | 1-1   | Match amical |

Bilan
- Total de matchs disputés : 2
- Victoires de l'équipe du Mexique : 1
- Victoires de l'équipe de la CEI : 0
- Matchs nuls : 1

## P

### Pays-Bas
| Date         | Lieu     | Match          | Score | Compétition          |
| 15 juin 1992 | Göteborg | Pays-Bas - CEI | 0-0   | Euro 1992 (1er tour) |

Bilan
- Total de matchs disputés : 1
- Victoires de l'équipe des Pays-Bas : 0
- Victoires de l'équipe de la CEI : 0
- Matchs nuls : 1

## S

### Salvador
| Date            | Lieu         | Match          | Score | Compétition  |
| 29 janvier 1992 | San Salvador | Salvador - CEI | 0 - 3 | Match amical |

Bilan
- Total de matchs disputés : 1
- Victoires de l'équipe du Salvaor : 0
- Victoires de l'équipe de la CEI : 1
- Matchs nuls : 0